# Бол, Ях
Ях Майом Бол (англ. Yach Mayom Bol, род. 29 марта 1997, Туралей, Вараб) — южносуданский футболист, левый защитник и полузащитник. Выступает за австралийский «Джилонг» и сборную Южного Судана.

## Биография
Ях Бол родился 29 марта 1997 года в суданском городе Туралей (сейчас в Южном Судане).
Играет в футбол на позиции защитника и полузащитника.
Всю карьеру провёл в Австралии, играя в командах низших лиг штата Виктория. Выступал за «Брансуик Сити» в третьей лиге (2015), «Грин Галли Кавальерз» из Мельбурна во второй лиге (2016), «Истерн Лайонз» из Бёрвуда в третьей лиге (2017), «Вестерн Сабёрбз» из Саншайна в четвёртой лиге (2018). С 2019 года играет за «Джилонг» — в первом сезоне в третьей лиге, затем в четвёртой.
С 2019 года защищает цвета сборной Южного Судана. Дебютный матч провёл 9 октября 2019 года в Омдурмане против сборной Сейшельских Островов (2:1).
Всего провёл за сборную 4 матча, мячей не забивал.